# MSXライセンシングコーポレーション
MSXライセンシングコーポレーション（英: MSX Licensing Corporation）は、パソコン規格MSXの提唱者である西和彦が代表を務める、MSXのライセンス管理会社。

## 概要
西和彦がアスキー（のちのメディアリーヴス、現KADOKAWAグループ）を退職した際に、アスキーより譲り受けたMSX関連の諸権利を管理する会社である。
2007年4月に、株式会社N & Partnersの100%出資によって設立された。MSXライセンシングコーポレーション立ち上げ前までは、株式会社エフ・シー・マネジメントの下で活動していた任意団体MSXアソシエーションが権利を管理していた。

## 管理している主な権利
- MSXに関するマイクロソフトとのライセンス契約（MSX-BIOS・MSX-BASICなど）[3][4]
- アスキーから刊行されたMSX関連の出版物[3][4]（MSXマガジン等）
- MSXに関する商標（1チップMSX[5]・MSX[6]・MSX PLAYER[7]・MSXアソシエーション[8]・べーしっ君[9]）

なお、2024年7月時点でのMSXロゴのライセンス窓口は、MSXアソシエーションとなっている。